# Wilhelm Bleek
Pour les articles homonymes, voir Bleek.
Wilhelm Heinrich Immanuel Bleek, né le 8 mars 1827, à Berlin, Allemagne et mort le 17 août 1875 au  Cap, est un linguiste et folkloriste allemand du XIXe siècle. Son œuvre majeure est une grammaire comparée des langues sud-africaines.

## Biographie
Wilhelm Bleek est né à Berlin, dans le royaume de Prusse. De 1845 à 1848, il étudie la théologie à Bonn et retourne ensuite à Berlin pour apprendre l'hébreu. Il est élève du célèbre orientaliste Karl Richard Lepsius. Dans sa thèse de doctorat, en 1851, il s'intéresse aux classes nominales.
En 1853, Bleek se rend en Afrique du Sud, où il a obtenu un poste de chercheur linguistique. Là, il entreprend des recherches comparatives entre différentes langues, notamment entre les langues bantoue et xhosa. Il est notamment l'auteur d'une grammaire du zoulou et s'attache à analyser les classes nominales dans les différentes langues bantoues. Il met au point un système de numérotation pour les classes nominales, système phonétique que les linguistes utilisent encore de nos jours pour transcrire les clicks et les sons caractéristiques de la langue xam.
Wilhelm Bleek est —avec le missionnaire allemand Sigismund Koelle (1823-1902) qui, le premier, a procédé au regroupement des langues ouest-africaines— un pionnier du comparatisme linguistique en Afrique. En 1859, il pose les bases de la Bantuistik (ou science des langues bantoues) moderne dans le cadre de l’analyse comparée des langues des régions australe et centrale de l’Afrique, auxquelles il donne le nom « bantoues ».
Les travaux de ces linguistes sont d’abord des tentatives de classification des langues à partir desquelles sont ensuite formulées des hypothèses sur l’histoire de la mise en place de leurs locuteurs. Ils ont permis de rendre autonome la linguistique africaniste, l’étude des langues africaines, appelée Afrikanistik, qui était au départ du ressort de l’orientalisme.
Le Dr Bleek s'est intéressé aux San en 1870, à l'époque où il était conservateur de la Collection Grey à la South African Library du Cap. Ayant appris que 28 prisonniers « bochimans » travaillaient sur la digue du port du Cap et conscient du rapide déclin de l'usage de la langue xam et qu'il avait là une occasion unique de l'étudier, il commence à noter leur langue et leur folklore. Plus tard, des San sont confiés à sa garde et vivent chez lui. Il forme sa belle-sœur, Lucy Lloyd (de) (1834-1914) pour qu'elle l'aide dans sa tâche, qu'elle poursuit quelques années après sa mort. Sa fille, Dorothea Bleek (1873-1948) met en forme et publie un grand nombre des travaux de recherche de son père et de sa tante. De plus, elle effectue des relevés de vocabulaire, de généalogies et de peintures rupestres san au cours de plusieurs expéditions. Son œuvre majeure est le Dictionnaire bochiman paru en 1956, huit ans après sa mort ; on y retrouve le lexique commencé par son père près d'un siècle auparavant et augmenté par Lucy Lloyd.
Wilhelm Bleek décède en 1875 à l'âge de 48 ans, dans un hôpital du Cap, des suites d'une maladie contractée en Afrique du Sud. Après sa mort, sa fille Dorothea et sa belle-sœur, Lucy Lloyd, poursuivent ses recherches.
Depuis 1997, la Collection Bleek - conservée à l'Université et à la Bibliothèque d'Afrique du Sud (South African Library) du Cap - qui rassemble les documents du dr W.H.I. Bleek, de sa belle-sœur Lucy Lloyd, de sa fille Dorothea Bleek et de G.W. Stow (1822-1882), relatifs aux recherches qu'ils ont menées sur la langue et le folklore san (bochimans) ainsi que des albums de photographies, est classée sur la Liste Mémoire du monde, de l'Unesco. L'essentiel de la collection est constitué par les carnets dans lesquels Bleek et Lloyd ont consigné leurs observations sur la langue et la mythologie des Xam, une société de chasseurs-cueilleurs maintenant disparue et qui faisait partie du groupe des Bochimans du sud, ou San. Ces documents donnent un aperçu précieux et exceptionnel sur la langue, la vie quotidienne, la religion, la mythologie, le folklore et les récits de cette population du dernier âge de la pierre.

## Publications
- W.H.I. Bleek et L.C. Lloyd, Specimens of Bushman Folklore (1911)